# Henry Paget (3e marquis d'Anglesey)
Henry William George Paget, 3e marquis d'Anglesey (9 décembre 1821-30 janvier 1880), appelé Lord Paget jusqu'en 1854 et comte d'Uxbridge entre 1854 et 1869, est un pair britannique et un homme politique libéral.

## Biographie
Il est le fils unique d'Henry Paget (2e marquis d'Anglesey), et de sa première épouse Eleanora, fille du colonel John Campbell (1770-1809).
Il est élu au Parlement comme l'un des deux représentants du Staffordshire South en 1854, un siège qu'il occupe jusqu'en 1857,. En 1869, il succède à son père comme marquis et entre à la Chambre des lords. Outre sa carrière politique, il sert également dans les Grenadier Guards.
Lord Anglesey épouse en 1845 Sophia Eversfield, née le 24 juin 1819, la fille de James Eversfield de Denne Park, Sussex et de son épouse Mary, fille de Robert Hawgood Crew (en). Ils n'ont pas d'enfants. Il est décédé à Albert Mansions, Victoria Street, Westminster, Londres, en janvier 1880, à l'âge de 58 ans, et est remplacé par son demi-frère, Henry Paget (4e marquis d'Anglesey).
La marquise d'Anglesey déménage à Fordingbridge, Hampshire, et plus tard à Pantiles, Tunbridge Wells, Kent, où elle est décédée le 7 décembre 1901.